# 桃山學院大學

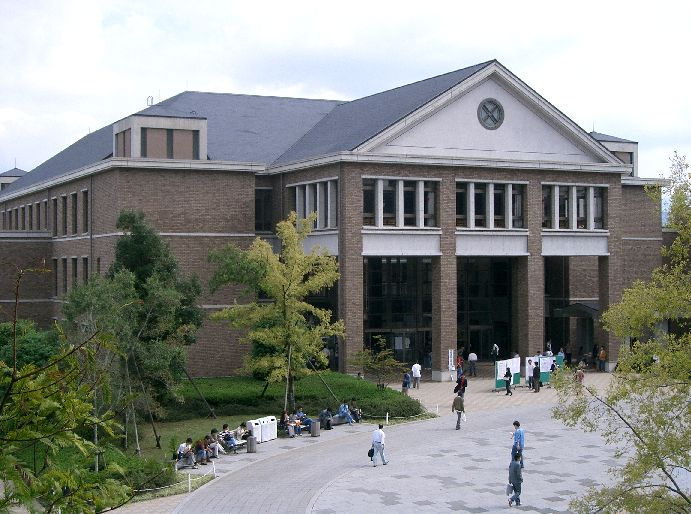

桃山学院大学（日语：桃山学院大学／ももやまがくいんだいがく、英语：Momoyama Gakuin University／Saint Andrew's University），是日本一所私立基督教大学。校本部位于大阪府和泉市。创立于1844年，于1959年设立为大学。学校简称桃山（ももやま）、桃大（ももだい）、桃学（ももがく）。

## 概况

### 学校整体
桃山学院大学是一所隶属于日本圣公会的基督教大学，同时也是文科学院类综合大学。截至2025年4月，共设有7个文科学部、8个文科学科，以及4个大学院研究科。

### 建校精神（校训・理念・教育方针）
自创校以来，桃山学院大学始终秉持“培养世界市民”（英语：Fostering “Citizens of the World”）的建校精神。学校所倡导的“世界市民”，指的是在基督教自由与爱精神的基础上，塑造健全人格，并具备国际视野与实践能力的人才。
这一理念构成了学校教育的核心内容，贯穿于人才培养目标、时代背景下的使命宣言（Mission Statement）、各项教育实践，以及各学部和研究科的教育理念、教学目标与研究方针之中。

### 校址
- 和泉校区（大阪府和泉市）
- 阿倍野BDL（大阪府大阪市阿倍野区）
- 本町卫星校区（大阪府大阪市中央区）

### 校徽
桃山学院大学的校徽以耶稣的门徒圣安得烈为设计原型，采用象征其殉道精神的X形“安得烈十字”，并刻有拉丁语“SEQUIMINI ME”，意为“跟随我”。
整体设计以圣安得烈的生平为象征，传达对基督教“自由与爱”精神的承袭与践行。

### 在籍人数
- 学生总数：7027人（截止2024年5月1日[4]）
  - 学部生：6972人
    - 国际教养学部 英语・国际文化学科：1,030人
    - 社会学部 社会学科：1,128人
    - 社会学部 社会设计学科：385人
    - 法学部 法律学科：842人
    - 经济学部 经济学科：1,517人
    - 经营学部 经营学科：1,275人
    - 商业设计学部 商业设计学科：795人

  - 大学院生（硕士课程）：41人
    - 文学研究科 言语・文化专攻：5人
    - 社会学研究科 应用社会学专攻：17人
    - 经济学研究科 应用经济学专攻：8人
    - 经营学研究科 经营学专攻：11人

  - 大学院生（博士课程）：14人
    - 文学研究科 比较文化学专攻：0人
    - 社会学研究科 应用社会学专攻：6人
    - 经济学研究科 应用经济学专攻：7人
    - 经营学研究科 经营学专攻：1人

## 沿革
1959年，为纪念基督教新教传入日本100周年，并响应高中生家长的强烈期盼，桃山学院大学经济学部正式创立。
创校初期，师生们以“建设一所全新大学”为共同愿景，积极投身于教育事业。作为基督教背景的高等学府，学校在早期办学阶段特别重视语言教育的培养与发展。
1966年，随着社会学部的设立，桃山学院大学在堺市登美丘地区原有运动场、宿舍和传教士馆的校地上新建校舍，“登美丘学舍”正式启用。自此，学校开始实行双校区运作模式：登美丘校区作为教养部（通识教育）所在地，昭和町校区则负责专业学部的教学，师生通过校车往返两地。
1969年，桃山学院大学迎来建校10周年，并于当年4月举行纪念典礼。然而，当时正值日本全国范围内的大学纷争持续升温，桃山学院大学亦受到影响。
1971年，鉴于双校区体制在财政和运营上的低效，桃山学院大学决定将校区统一整合至登美丘校区。
1973年，经营学部设立，进一步扩展了学校的学科体系。
1979年，学校迎来建校20周年，并正式启动与海外大学的国际交流计划，迈向国际化发展。
1987年，正值日本圣公会成立100周年，时任英国圣公会坎特伯雷大主教兰西（Runcie）来访桃山学院大学，并主持了为纪念创校30周年而兴建的新教堂奠基仪式。
1989年，桃山学院大学迎来建校30周年，并设立文学部。5月23日，学校隆重举行建校30周年暨文学部开设的纪念典礼，吸引约700位宾客出席，场面盛大。
1990年，新教堂“圣救世主礼拜堂”正式竣工，同年12月，英国Mander公司制造的管风琴也随之安装完毕。
随着文学部的设立及在校学生人数的持续增长，登美丘校区的校园空间日益紧张，而建筑条件的限制也使扩建难以实现。在此背景下，桃山学院大学接受了住宅·都市整备公团提出的用地分配方案，决定将校园整体迁移至和泉市。
1993年3月27日，桃山学院大学在和泉新校区举行奠基仪式，标志着校园迁建工程正式启动，学校发展进入新阶段。同年，大学院文学研究科与经营学研究科相继设立，进一步完善了研究生教育体系。
1995年，桃山学院大学正式从登美丘校区迁至和泉校区。和泉校区占地面积约为185,000平方米，另设有松尾寺运动场。迁校后，学校陆续建成圣玛格丽特馆、圣托马斯馆，并完善了第二停车场及人工草坪运动场等校园设施，整体环境与教学条件得到进一步提升。
1998年，社会学部增设社会福祉学科，该学科于2022年更名为社会设计学科（ソーシャルデザイン学科）。
2000年，设立社会学研究科，进一步加强了社会学领域的研究体系。
2002年，法学部正式设立，拓展了学校在人文社会科学领域的学科布局。
2008年，学校对原有文学部进行组织结构调整，设立国际教养学部，以应对日益增长的国际化教育需求。
2021年，将原属于经营学部的商业设计学科（ビジネスデザイン学科）进行独立与改组，正式设立商业设计学部。 （页面存档备份，存于）
2025年，桃山学院大学与桃山学院教育大学完成统合，并在此基础上设立人间教育学部，进一步强化了教育领域的人才培养与学术研究体系。
2026年4月，学校计划设立工学部。

## 海外学术交流合作院校
截至2025年1月，桃山学院大学已与全球26个国家和地区的63所大学签订了国际交流协议。

#### 🇨🇳中华人民共和国
• 上海外国语大学（Shanghai International Studies University）
• 中央民族大学（Minzu University of China）
• 南京师范大学（Nanjing Normal University）
• 南通大学（Nantong University）
• 大连外国语大学（Dalian University of Foreign Languages）
• 大连工业大学（Dalian Polytechnic University）

#### 🇹🇼中华民国（台湾）
• 东海大学（Tunghai University）
• 国立高雄大学（National University of Kaohsiung）
• 致理科技大学（Chihlee University of Technology）
• 辅仁大学（Fu Jen Catholic University）

#### 🇷🇺俄罗斯
• 远东联邦大学（Far Eastern Federal University）

#### 🇨🇦加拿大
• 梅迪辛哈特学院（Medicine Hat College）
• 约克大学（York University）
• 道格拉斯学院（Douglas College）
• 马尼托巴大学（University of Manitoba）

#### 🇮🇳印度
• 贾达普大学（Jadavpur University）

#### 🇮🇩印度尼西亚
• 佩特拉基督教大学（Petra Christian University）
• 迪亚那普拉大学（Universitas Dhyana Pura）

#### 🇹🇷土耳其
• 巴赫塞希尔大学（Bahçeşehir Üniversitesi）

#### 🇦🇹奥地利
• 维也纳大学（Universität Wien）

#### 🇩🇪德国
• DHBW莫斯巴赫（Duale Hochschule Baden-Württemberg Mosbach）
• 国际管理学院（ISM）（International School of Management）
• 弗莱堡大学（University of Freiburg）
• 杜塞尔多夫应用科学大学（Hochschule Düsseldorf）
• 汉堡大学亚洲与非洲研究院（Asia-Africa-Institute, Universität Hamburg）

#### 🇮🇹意大利
• 佩鲁贾外国人大学（Università per Stranieri di Perugia）
• 威尼斯卡福斯卡里大学（Università Ca' Foscari Venezia）

#### 🇨🇿捷克
• 马萨里克大学（Masaryk University）

#### 🇳🇿新西兰
• 维特利亚国立理工学院（Whitireia Polytechnic）

#### 🇰🇭柬埔寨
• 柬埔寨湄公河大学（Cambodian Mekong University）

#### 🇫🇷法国
• CY 塞尔吉-巴黎大学（CY Cergy Paris Université）
• IDRAC高等商学院（IDRAC Business School）

#### 🇵🇱波兰
• 雅盖隆大学（Jagiellonian University）

#### 🇹🇭泰国
• 清迈大学（Chiang Mai University）

#### 🇦🇺澳大利亚
• 乐卓博大学（La Trobe University）
• 麦考瑞大学（Macquarie University）

#### 🇺🇸美国
• 中密苏里大学（University of Central Missouri）
• 加州州立大学多明格斯山分校（California State University, Dominguez Hills）
• 卡皮欧拉尼社区学院（Kapi'olani Community College）
• 夏威夷太平洋大学（Hawaii Pacific University）
• 恩波利亚州立大学（Emporia State University）
• 新泽西城市大学（New Jersey City University）

#### 🇫🇮芬兰
• 劳雷阿应用科学大学（Laurea University of Applied Sciences）
• 森特里亚应用科学大学（Centria University of Applied Sciences）

#### 🇬🇧英国
• 中央兰开夏大学（University of Central Lancashire）
• 白金汉大学（The University of Buckingham）
• 诺森比亚大学（Northumbria University）

#### 🇳🇱荷兰
• 阿姆斯特丹应用科学大学（Hogeschool van Amsterdam）

#### 🇵🇭菲律宾
• 中菲律宾大学（Central Philippine University）
• 亚洲三一大学（Trinity University of Asia）
• 拉普拉普-宿务国际学院（Lapulapu-Cebu International College）

#### 🇪🇸西班牙
• CESINE设计与商学院（CESINE Design & Business School）
• 巴塞罗那大学（Universitat de Barcelona）

#### 🇻🇳越南
• 大叻大学（Trường Đại học Đà Lạt）
• 对外贸易大学（Trường Đại học Ngoại thương）
• 河内大学（Trường Đại học Hà Nội）

#### 🇰🇷大韩民国
• 东新大学（동신대학교）
• 启明大学（계명대학교）
• 圣公会大学（성공회대학교）
• 崇实大学（숭실대학교）
• 梨花女子大学（이화여자대학교）
• 韩国天主教大学（가톨릭대학교）

#### 🇲🇾马来西亚
• 马来亚大学（Universiti Malaya）

## 相关链接
- 日本大学列表